# Anders Carlberg
För andra betydelser, se Anders Carlberg (olika betydelser).
Anders Erik Carlberg, född 8 juli 1943 i Sofia församling i Stockholm, död 5 januari 2013 i Hägerstens församling i Stockholm, var en  svensk socialarbetare, författare, politiker och debattör. Han var grundare av och VD för Fryshuset samt ordförande i Fryshuset Basket (tidigare Söder Basket).

## Biografi

### Uppväxt, utbildning och tidig yrkesverksamhet
Anders Carlberg föddes på Södermalm i Stockholm. Sin uppväxt tillbringade han i Gubbängen i södra Stockholm. Han tog studentexamen och tillgodogjorde sig viss universitetsutbildning från Stockholms universitet. Därefter arbetade han som postiljon, varefter han utbildade sig för byggbranschen, där han blev verksam som arbetsledare.

### Politiskt engagemang
Carlberg var ordförande i Vänsterns ungdomsförbund (VUF) 1967 – 1970 och spelade en framträdande roll under den så kallade kårhusockupationen vid Stockholms universitet 1968. Vid splittringen av VUF 1970 grundade han Förbundet Kommunist (FK) tillsammans med en minoritet i förbundet. Senare engagerade sig Carlberg i Socialdemokraterna.

### Debattör
Carlberg deltog ofta i den offentliga debatten om ungdoms-, samtids- och framtidsfrågor, bland annat gällande kriminalitet, våld, främlingsfientlighet, demokrati, könsroller, andlighet, etik och moral, och vuxnas ansvar för ungdomars livsvillkor. Hans budskap var ibland kontroversiella och byggde i huvudsak på att samhällets tillstånd står och faller med vår förmåga att skapa relationer och tillvarata människors egen kraft och förmåga till förändring. 

### Fryshuset
1984 grundade Carlberg Fryshuset på uppdrag av föreningen KFUM Söder i Stockholm. När aktiviteterna hade kommit igång bildades stiftelsen Fryshuset, vars huvudman än idag är KFUM Söder. Sedan dess har Fryshuset, med Anders Carlberg i spetsen, stadigt vuxit och är idag en samlingspunkt för ungdomsverksamheter inom områdena passionerade intressen, utbildning och sociala projekt.
Han lämnade 2010 över VD-posten för Fryshuset till Johan Oljeqvist, tidigare VD för Myrorna. Carlberg var dock fortfarande verksam inom Fryshuset, bland annat med stöd till unga entreprenörer och till ungdomsverksamheter runt om i landet. Han fortsatte även att föreläsa om Fryshusets verksamhet, om ungdomsfrågor och andra aktuella samhällsfrågor.

### Anders Carlbergs minnespris
Anders Carlbergs minnespris delades ut första gången 2016. Minnespriset skapades för att hedra och minnas Anders Carlbergs liv och gärning. Priset, som delas ut i november varje år, ska gå till personer som utifrån sina egna förutsättningar agerat i Anders Carlbergs anda. Priset delas ut som tre hederspriser i kategorierna Påverkare, Revanschist och Livsgärning, samt som ett stipendium till en Ung förebild. Vid premiären 2016 delades priset ut av kung Carl XVI Gustaf. 

### Privatliv och övrigt
Anders Carlberg blev far till två söner på 1970-talet och gifte senare om sig. Denna senare hustru levde han med i över ett tjugotal år fram till sin död 2013.
Han var under fem år styrelseledamot i Svenska Basketförbundet.

## Utmärkelser
Anders Carlberg har tilldelats flera utmärkelser.
- 2000 – Konungens medalj i guld av 8:e storleken i högblått band
- 2004 – Kungliga Sällskapet Pro Patrias medalj i guld För medborgerliga förtjänster
- 2007 – Frälsningsarméns Hannapris
- 2009 – Solstickepriset
- 2011 – Kungliga Patriotiska Sällskapets medalj För betydande fostrargärning i det nya utförandet
- 2011 – S:t Eriksmedaljen